# The Jewish Chronicle
The Jewish Chronicle est un journal juif basé à Londres et fondé en 1841. C'est le plus vieux journal juif publié sans interruption dans le monde. Le nombre moyen d'exemplaires vendus par semaine a été calculé à 32 000 en juin 2010. Le journal, qui jouit pendant de nombreuses années de la confiance de la communauté juive et d'une bonne image institutionnelle, connait en 2024 une crise de légitimité au sein même de son équipe de journalistes après un changement d'actionnaire opaque et la  diffusion de fausses nouvelles, finalement rétractées.

## Éditeurs en chef
- L. J. Greenberg (1907–1931)
- William Frankel (1958–1977)
- Geoffrey Paul (1977–1990)
- Ned Temko (1990–2007)
- David Rowan (2006–2008)[3],[4]
- Jeff Barak (rédacteur en chef) (2007–2008)

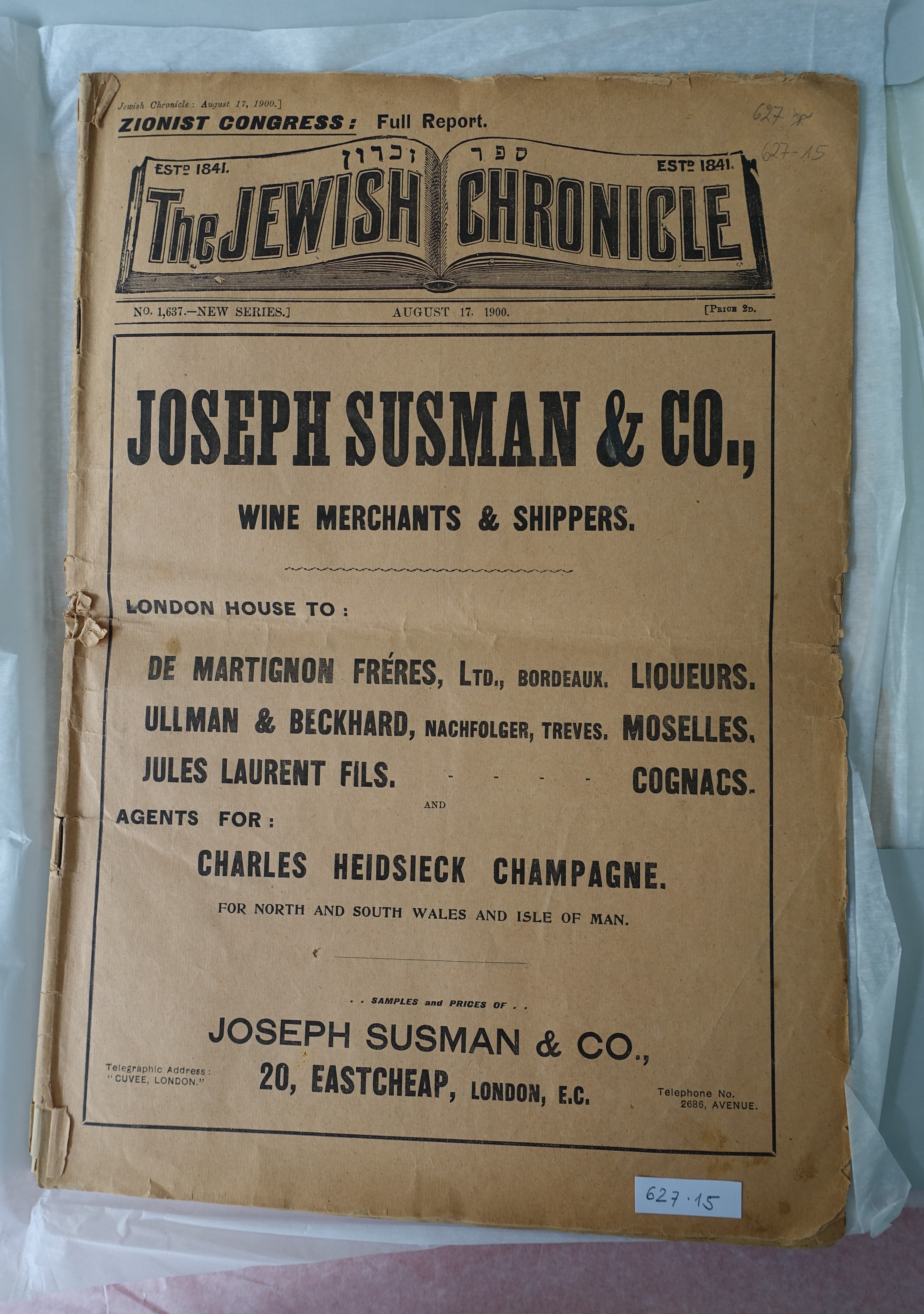
The Jewish Chronicle, 17 août 1900, Congrès sioniste : Rapport complet. No. 1. Dans la collection du Musée juif de Suisse.

- Stephen Pollard (2008–)The Jewish Chronicle, 17 août 1900, Congrès sioniste : Rapport complet. No. 1. Dans la collection du Musée juif de Suisse.

## Crise de 2024
Le journal, dont les actionnaires sont inconnus des journalistes travaillant pour lui, fait l'objet d'une double crise en réaction à un reportage sensationnaliste s'étant révélé faux. Le 5 septembre, Elon Perry, se présentant comme un combattant avec 28 ans d'expérience dans la brigade Golani, et comme journaliste dans les médias israéliens depuis 25 ans, publie un article dans lequel il affirme que le chef du Hamas, Yahya Sinwar, envisage de fuir Gaza avec d'autres dirigeants du Hamas et de faire passer clandestinement des otages israéliens en Iran via le corridor de Philadelphie, le long de la frontière entre Gaza et l’Égypte. Cet article vient étayer des déclarations de Benjamin Netanyahou faites la veille, qui argue de cette fuite supposée pour refuser d'abandonner le contrôle du corridor. L'information est reprise  par plusieurs journaux israéliens et étrangers, avant d'être démentie par les services secrets israéliens supposés être à l'origine de ces informations. Il s'avère d'autre part que le CV d'Elon Perry est faux, aucune trace d'une activité dans les médias n'ayant pu être trouvée au-delà des quelques mois précédents. The Jewish Chronicle rétracte par conséquent tous les articles du pigiste.
Toutefois, devant l'opacité sur l'actionnariat du journal et des doutes sur sa ligne éditoriale, trois de ses plus célèbres intervenants, Jonathan Freedland, Hadley Freeman et David Aaronovitch démissionnent.  Pour le Guardian, le journal était une une institution respectée dans la vie juive britannique, attirant des journalistes et des écrivains juifs de premier plan, mais les conditions dans lesquelles le nouveau directeur de rédaction Jake Wallis Simons a pu accepter de tels reportages sans vérification, la dérive à droite du journal dans un contexte de questions sur son propriétaire « ont jeté la consternation ». 
Le magazine d’investigation +972 estime que la publication de fausses informations dans plusieurs journaux européens est liée à une campagne pro-Nétanyahou, pointant des « fuites » venues directement du cabinet du premier ministre israélien pour « influencer » la presse étrangère.